# Landesamt für innere Verwaltung Mecklenburg-Vorpommern
Das Landesamt für innere Verwaltung Mecklenburg-Vorpommern (LAiV) ist eine Landesoberbehörde des Landes Mecklenburg-Vorpommern mit Hauptsitz in Schwerin.

## Geschichte
Am 1. Januar 2006 wurde das Landesamt für innere Verwaltung im Rahmen eines Reorganisationsprozesses aus drei zuvor eigenständigen Behörden geschaffen. Das Landesvermessungsamt, das Statistische Landesamt sowie das Landesamt für Asyl- und Flüchtlingsangelegenheiten wurden zum neuen Landesamt zusammengefasst. Zusätzlich wurden dem neuen Landesamt ebenso mit Wirkung vom 1. Januar 2006 die Aufgaben des Beschaffungswesens für die gesamte Landesverwaltung, des Geoinformationszentrums des Landes und des Druckzentrums der Landesregierung übertragen.
Von Juni 2017 bis Juni 2021 leitete Direktor Wolfgang Isbarn das Landesamt.
Am 1. Juli 2021 wurde die Juristin und bisherige Leiterin des Statistischen Amtes, Gudrun Beneicke, Direktorin des Landesamtes.

## Aufgaben
Das Landesamt übernimmt die zentrale Beschaffung für die gesamte Landesverwaltung und beherbergt zudem die zentrale Druckerei der Landesregierung. Des Weiteren erfüllt es seit dem 12. Juli 2010 Aufgaben im Zusammenhang mit Kriegsgräbern und verwaister jüdischer Friedhöfe. Es bearbeitet auch Angelegenheiten im Bereich von Titeln, Orden, Ehrenzeichen sowie der Ehrung von Alters- und Ehejubiläen.
Die Behörde ist zudem die für das amtliche Vermessungswesen zuständige obere Vermessungs- und Geoinformationsbehörde des Landes. Sie erhebt die Geobasisdaten für die Landesfläche und weist sie landesweit nach. Außerdem nimmt das Landesamt die Rolle des Statistischen Landesamtes wahr und ist als dieses der größte Informationsdienstleister in Mecklenburg-Vorpommern. Auch der Landeswahlleiter ist im Landesamt angesiedelt.
Als zentrale Ausländerbehörde des Landes Mecklenburg-Vorpommern ist das Landesamt unter anderem für alle Maßnahmen im Rahmen der ausländer- und asylrechtlichen Vorschriften gegenüber Ausländern zuständig, die in Aufnahmeeinrichtungen des Landes wohnen oder dazu verpflichtet sind.

## Organisation
Das Landesamt wird von der Direktorin geleitet und nach außen vertreten. Es gliedert sich in folgende fünf Abteilungen:
- Abteilung 1 – Allgemeine Abteilung
- Abteilung 2 – Beschaffung, Dienstleistungen
- Abteilung 3 – Amt für Geoinformation, Vermessungs- und Katasterwesen
- Abteilung 4 – Statistisches Amt
- Abteilung 5 – Amt für Migration und Flüchtlingsangelegenheiten

Die obere Landesbehörde ist dem Ministerium für Inneres, Bau und Digitalisierung nachgeordnet.